# Campeonato Juvenil de la AFC 1961
El Campeonato Juvenil de la AFC 1961 se celebró en Bangkok, Tailandia y contó con la participación de 10 selecciones juveniles de Asia.
Fue la primera edición en la que dos selecciones compartieron el título, ya que en la final Burma e Indonesia empataron en la final y la organización decidió darle el título a ambos equipos. El ganador de las dos ediciones anteriores, Corea del Sur, se ubicó en cuarto lugar.

## Participantes
| - Burma - Ceylon - Indonesia - Japón - Malaya | - Singapur - Corea del Sur - Taiwán - Tailandia (anfitrión) - Vietnam |

## Fase de grupos

### Grupo A
| País          | J | G | E | P | GF | GC | GD | Pts |
| ------------- | - | - | - | - | -- | -- | -- | --- |
| Indonesia     | 4 | 2 | 2 | 0 | 7  | 4  | +3 | 6   |
| Corea del Sur | 4 | 1 | 3 | 0 | 8  | 4  | +4 | 5   |
| Vietnam       | 4 | 2 | 1 | 1 | 10 | 5  | +5 | 5   |
| Singapur      | 4 | 1 | 1 | 2 | 2  | 10 | –8 | 3   |
| Japón         | 4 | 0 | 1 | 3 | 4  | 8  | –4 | 1   |

|  | Japón         | 0–1 | Singapur      |
|  | Indonesia     | 2–0 | Vietnam       |
|  | Japón         | 1–1 | Corea del Sur |
|  | Vietnam       | 5–0 | Singapur      |
|  | Indonesia     | 2–2 | Corea del Sur |
|  | Vietnam       | 4–2 | Japón         |
|  | Corea del Sur | 4–0 | Singapur      |
|  | Indonesia     | 2–1 | Japón         |
|  | Singapur      | 1–1 | Indonesia     |
|  | Corea del Sur | 1–1 | Vietnam       |

### Grupo B
| País      | J | G | E | P | GF | GC | GD  | Pts |
| --------- | - | - | - | - | -- | -- | --- | --- |
| Burma     | 4 | 3 | 1 | 0 | 13 | 8  | +5  | 7   |
| Tailandia | 4 | 3 | 0 | 1 | 12 | 5  | +7  | 6   |
| Malaya    | 4 | 2 | 1 | 1 | 15 | 7  | +8  | 5   |
| Ceylon    | 4 | 1 | 0 | 3 | 9  | 13 | –4  | 2   |
| Taiwán    | 4 | 0 | 0 | 4 | 4  | 20 | –16 | 0   |

|  | Taiwán    | 1-4 | Tailandia |
|  | Malaya    | 3–1 | Ceylon    |
|  | Burma     | 3–2 | Taiwán    |
|  | Tailandia | 4–1 | Ceylon    |
|  | Malaya    | 3–3 | Burma     |
|  | Ceylon    | 5–1 | Taiwán    |
|  | Burma     | 2–1 | Tailandia |
|  | Malaya    | 8–0 | Taiwán    |
|  | Burma     | 5–2 | Ceylon    |
|  | Tailandia | 3–1 | Malaya    |

## Fase final

### Tercer lugar
| Equipo 1  | Resultado | Equipo 2      |
| --------- | --------- | ------------- |
| Tailandia | 2-1       | Corea del Sur |

### Final
| Equipo 1  | Resultado  | Equipo 2 |
| --------- | ---------- | -------- |
| Indonesia | 0-0 (t.e.) | Burma    |

## Campeones
| Campeonato Juvenil de la AFC 1961 | Campeonato Juvenil de la AFC 1961 |
| --------------------------------- | --------------------------------- |
| Bandera de Indonesia              | Bandera de Birmania               |
| Indonesia 1º Título               | Birmania 1º Título                |